# Arne Friedrich
Arne Friedrich (németül [ˈaɐnə ˈfriːdriç]) (Bad Oeynhausen, NDK, 1979. május 29. –) német profi labdarúgó. 2013-ban az amerikai Chicago Fire csapatából vonult vissza. A német válogatottban Bulgária ellen, Szófiában mutatkozott be 2002. augusztus 21-én.

## Karrierje

### Bielefeld
Az amatőr SC Verl csapata után Friedrich 2000-ben írta alá első profi szerződését az Arminia Bielefeld csapatával. Szerződtetése az akkori vezetőedzőnek, Hermann Gerlandnak köszönhető, aki amatőr játékosok megfigyelésével is töltötte idejét, ilyen volt Friedrich is. Bielefeldben két évig játszott, ezalatt harmincegy mérkőzésen nem szerzett gólt.

### Hertha
2002 nyarán szerződött Berlinbe, a Herthához. Az itt töltött nyolc év zajos sikerek nélkül telt el, az egyetlen siker egy ligakupa-győzelem volt még érkezése évében. A győzelemig vezető úton a Hertha legyőzte a Bayernt, a Dortmundot és a Schalkét is.
2004 nyarán az akkori edző, Falko Götz csapatkapitánynak is nevezte ki, ezt a tisztséget egészen távozásáig megtartotta. Kétszer újította meg szerződését, amely 2012-ig tartott volna.

### Wolfsburg
A Hertha kiesése után Friedrich mégis úgy döntött, hogy eligazol, új csapata a VfL Wolfsburg lett. Átigazolásának díja kétmillió euró volt, szerződése három évre szólt.
2011. szeptember 19-én csapata felbontotta szerződését, Friedrich hosszú sérülésére hivatkozva.

### Chicago Fire
2012 márciusában váltott először országot, és egyben földrészt is Friedrich, ekkor lett az MLS-ben szereplő Chicago Fire játékosa. Első tétmérkőzését egy hónappal később, a Houston Dynamo ellen játszotta, első gólját pedig a Philadelphia Union ellen szerezte. A 2012-es szezon végén őt nevezték meg a klub legjobb védőjének.

### Válogatott
Öt mérkőzésen szerepelt az U21-es válogatottban, mielőtt 2002. augusztus 21-én bemutatkozhatott a felnőttek között. Az ellenfél Bulgária volt, az eredmény 2–2 lett.
Első világeseménye, ahol kerettag volt, a Európa-bajnokság volt, amelyen a csapat mindhárom meccsén játszott. Decemberben vezethette ki először a csapatot csapatkapitányként a pályára.
Játszott a konföderációs kupán, a 2006-os vb-n és a 2008-as Eb-n is, ezután pedig következhetett a 2010-es vb. A dél-afrikai világbajnokságon Joachim Löw hosszú idő után jobbhátvéd helyett középső védőként játszatta. A torna negyeddöntőjében, Argentína ellen Bastian Schweinsteiger passzából megszerezte első, és mint később kiderült, utolsó gólját a nemzeti csapatban. Ezzel a ténnyel övé az a negatív rekord, hogy hetvenhat gól nélküli fellépésével ő szerezte meg legkésőbb első találatát a válogatottban.

## Statisztika
| CKlubstatisztika   | CKlubstatisztika   | CKlubstatisztika   | Bajnokság | Bajnokság | Kupa          | Kupa          | Ligakupa      | Ligakupa      | Nemzetközi     | Nemzetközi     | Összesen | Összesen |
| Klub               | Bajnokság          | Szezon             | Mérk.     | Gól       | Mérk.         | Gól           | Mérk.         | Gól           | Mérk.          | Gól            | Mérk.    | Gól      |
| Németország        | Németország        | Németország        | Bajnokság | Bajnokság | DFB-Pokal     | DFB-Pokal     | DFL-Ligapokal | DFL-Ligapokal | Európa         | Európa         | Összesen | Összesen |
| ------------------ | ------------------ | ------------------ | --------- | --------- | ------------- | ------------- | ------------- | ------------- | -------------- | -------------- | -------- | -------- |
| Arminia Bielefeld  | Bundesliga         | 2000–01            | 25        | 1         | 2             | 0             | –             | –             | –              | –              | 27       | 1        |
| Arminia Bielefeld  | Bundesliga         | 2001–02            | 22        | 0         | 2             | 0             | –             | –             | –              | –              | 24       | 0        |
| Hertha BSC         | Bundesliga         | 2002–03            | 33        | 5         | 1             | 0             | 3             | 0             | 8              | 0              | 45       | 5        |
| Hertha BSC         | Bundesliga         | 2003–04            | 30        | 2         | 3             | 1             | 0             | 0             | 2              | 0              | 35       | 3        |
| Hertha BSC         | Bundesliga         | 2004–05            | 25        | 3         | 0             | 0             | –             | –             | –              | –              | 25       | 3        |
| Hertha BSC         | Bundesliga         | 2005–06            | 31        | 1         | 3             | 1             | 1             | 0             | 8              | 0              | 43       | 2        |
| Hertha BSC         | Bundesliga         | 2006–07            | 26        | 2         | 4             | 0             | 0             | 0             | 4              | 0              | 34       | 2        |
| Hertha BSC         | Bundesliga         | 2007–08            | 30        | 0         | 2             | 0             | –             | –             | 0              | 0              | 32       | 0        |
| Hertha BSC         | Bundesliga         | 2008–09            | 25        | 0         | 1             | 0             | –             | –             | 4              | 0              | 30       | 0        |
| Hertha BSC         | Bundesliga         | 2009–10            | 31        | 0         | 0             | 0             | –             | –             | 7              | 0              | 38       | 0        |
| VfL Wolfsburg      | Bundesliga         | 2010–11            | 15        | 0         | 2             | 0             | –             | –             | –              | –              | 17       | 0        |
| VfL Wolfsburg      | Bundesliga         | 2011–12            | 0         | 0         | 0             | 0             | –             | –             | –              | –              | 0        | 0        |
| Egyesült Államok   | Egyesült Államok   | Egyesült Államok   | Bajnokság | Bajnokság | U.S. Open Cup | U.S. Open Cup | Rájátszás     | Rájátszás     | Észak-Amerikai | Észak-Amerikai | Összesen | Összesen |
| Chicago Fire       | MLS                | 2012               | 23        | 1         | 0             | 0             | 1             | 0             | –              | –              | 24       | 0        |
| Chicago Fire       | MLS                | 2013               | 0         | 0         | 0             | 0             | 0             | 0             | 0              | 0              | 0        | 0        |
| Klub összesen      | Németország        | Németország        | 293       | 14        | 20            | 2             | 4             | 0             | 33             | 0              | 350      | 16       |
| Klub összesen      | Egyesült Államok   | Egyesült Államok   | 23        | 1         | 0             | 0             | 1             | 0             | 0              | 0              | 24       | 1        |
| Karrierje összesen | Karrierje összesen | Karrierje összesen | 316       | 15        | 20            | 2             | 5             | 0             | 33             | 0              | 374      | 17       |

## Nemzetközi sikerei
- A 2005-ös konföderációs kupa bronzérmese
- Világbajnoki bronzérmes 2006-ban és 2010-ben
- Európa-bajnoki ezüstérmes 2008-ban